# ピエール・スーラージュ
ピエール・スーラージュ（Pierre Soulages、1919年12月24日 - 2022年10月26日）は、フランスの画家、彫刻家、版画家。

## 生涯
1919年、南フランス・アヴェロン県ロデーズで生まれる。スーラージュは、「黒の画家」としても知られている。それは、「…色彩と非色彩との両方に興味がある」という、彼の色彩への興味のあり方からきている。「光が黒に反射する時に、光の反射によって黒はその様相を変化させられ、変質させられるのである。光の反射は、全く作品の持つ精神の広がりへと通じているのである。」スーラージュは、光を「取り組むべき対象」だと考えたのである。彼の作品の表面の黒の縞は、彼に「光を反射させる」のを可能にし、黒色が暗闇から明るい世界の中へ出てくることを可能にした。それらはすべて黒を光輝く色だとすることにより、可能となったのである。
第二次世界大戦以前に、すでにスーラージュは、パリで自分の職業を求めて美術館を巡っている。そして、兵役を終えた後、彼はパリでスタジオを開設し、1947年に彼の最初の展示会をサロン・デ・アンデパンダンで開催している。彼は、舞台装置のデザイナーとしても働いている。
1949年、初個展を皮切りにミュンヘン、ニューヨーク、コペンハーゲン等で個展を開く。
1979年、アメリカ文学芸術アカデミー(AAAL)の海外名誉メンバーに選ばれる。
1987年から1994年、コンク村（アヴェロン県）のセイント・フォワ大修道院の「104のステンドグラスの窓」を制作。
スーラージュは、サンクトペテルブルクの国立エルミタージュ美術館での展示会を行った最初の存命中のアーティストであり、その後、モスクワのトレチャコフ美術館でも2001年に個展を開催している。
彼が1959年に制作した作品は、2006年のサザビーズで120万ユーロ(1ユーロを130円として計算した場合、1億5600万円)で落札されている。
2007年、モンペリエのファーブル美術館が一部屋を丸々使ってスーラージュの作品を展示し、彼がモンペリエ市に対して寄附した内容を披露。このモンペリエ市への寄附には、1951年から2006年にかけて制作された20枚の絵画が含まれており、その中には、1960年代の主要な作品、1970年代に制作された二つの大きな黒色の領域を越えた黒の作品、そして大きなポリプティックがいくつか含まれている。
彼の作品の回顧展が、ポンピドゥー・センター（ジョルジュ・ポンピドゥー国立美術文化センター）で2009年10月から2010年3月にかけて開催された。
2010年には、メキシコ市博物館で、スーラージュの絵画の回顧展が開催され、画家本人のインタビューを収めたビデオ(スペイン語字幕あり)も公開された。

## 受賞歴
- Grand Prix for Painting (Paris, 1975)
- Rembrandt Award (Germany, 1976)
- Foreign Honorary Member of the American Academy of Arts and Letters (1979)
- Grand Prix national de peinture (France, 1986)
- Praemium Imperiale for painting (Japan, 1994)
- Austrian Decoration for Science and Art (2005)
- 旭日小綬章（2020）[1]